# Terry Dischinger
Terry Gilbert Dischinger, né le 14 novembre 1940 à Terre Haute (Indiana) et mort le 9 octobre 2023 Lake Oswego (Oregon), est un joueur professionnel américain de basket-ball de National Basketball Association.

## Biographie
Fils d'un entraîneur de football U.S. et athlète multi-disciplinaire, Terry Dischinger gagne tous les honneurs de l'État en football, athlétisme et basket-ball alors qu'il est au lycée Garfield à Terre Haute, Indiana.

### Carrière
En deuxième année en NCAA, Terry Dischinger est titulaire de l'équipe américaine médaillée d'or aux Jeux olympiques d'été de 1960.
Terry Dischinger, qui évolue au poste d'ailier, est sélectionné au premier rang du second tour de la Draft de la NBA en 1962 à sa sortie de l'Université Purdue (Purdue Boilermakers) par les Chicago Zephyrs. Il remporte le trophée de NBA Rookie of the Year lors de la saison 1962-63 après avoir inscrit 25,5 points et 8 rebonds par match. Sa carrière est interrompue par le service militaire.
Il entraîne les Pistons de Détroit durant la saison 1971-72 deux matches, comme entraîneur-joueur. En plus des Pistons et des Zephyrs, il joue aussi pour les Bullets de Baltimore et les Trail Blazers de Portland.
Il prend sa retraite en 1973 avec des moyennes en carrière de 13,8 points et 5,6 rebonds. Il est All-Star à trois reprises.

### Après-basket
Terry Dischinger est devenu orthodontiste, avec son fils Bill Dischinger, à Lake Oswego (Oregon). Il est considéré comme un des meilleurs spécialistes dans son domaine au niveau national. Il meurt le 10 octobre 2023, âgé de 82 ans.